# Rudolf Hellmann

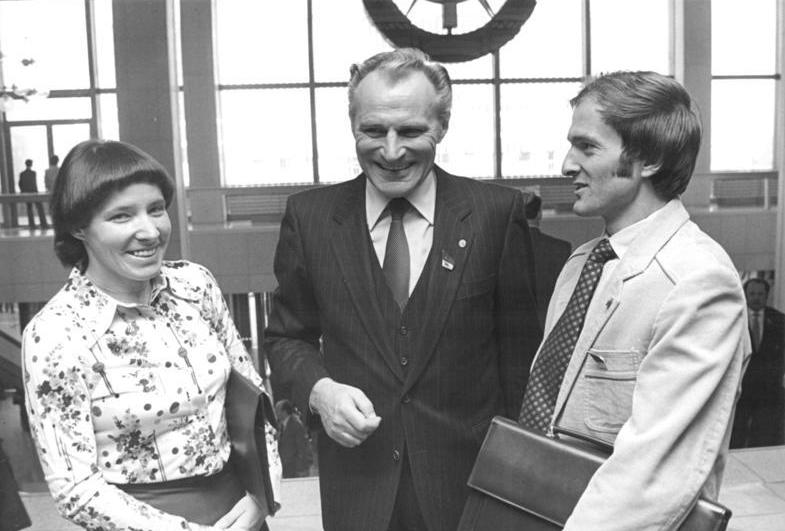
Rudolf Hellmann (Mitte) mit Veronika Schmidt und Waldemar Cierpinski auf dem X. SED-Parteitag im Jahr 1981. Foto: Wolfgang Thieme

Rudolf Hellmann (* 26. Juni 1926 in Chemnitz; † 31. Dezember 2005) war ein deutscher Sportfunktionär. Er galt neben Manfred Ewald und Erich Mielke als wichtigster Sportpolitiker der DDR.
Hellmann wurde als Sohn eines Drehers geboren und absolvierte von 1940 bis 1943 eine Lehre zum Maschinenschlosser. Danach wurde er zum Militärdienst eingezogen. 1944 ging er freiwillig als Torpedomechaniker zur Kriegsmarine. Er kam in britische Kriegsgefangenschaft.
1946 wurde er Mitglied der KPD und mit ihrer Vereinigung mit der SPD der SED. Von 1947 bis 1950 war er als Schlosser bei der Deutschen Reichsbahn in Karl-Marx-Stadt beschäftigt. 1950 wurde er Instrukteur der FDJ im Reichsbahnamt Karl-Marx-Stadt und anschließend Landesleiter der SV Lokomotive Sachsen. Seit 1952 gehörte Hellmann der Volkspolizei an und war Sektorenleiter der Abteilung Agitation und Propaganda der Zentralleitung der SV Lokomotive in Berlin. 1952/53 fungierte er wiederum als Sektorenleiter des Bereiches Agitation bei der Gesellschaft für Sport und Technik. 1954 wurde er zunächst Instrukteur für Jugend und Sport der SED-Bezirksleitung Halle, danach Instrukteur und ab 1960 Leiter der Arbeitsgruppe „Körperkultur und Sport“, die 1965 in „Abteilung Körperkultur und Sport“ umbenannt wurde, beim Zentralkomitee der SED. Diese Position behielt er bis zur Wende 1989.
Hellmann fungierte als Sportberater für Walter Ulbricht, Erich Honecker und Egon Krenz. 1960 wurde er außerdem Mitglied der Leistungssportkommission. Ein Jahr später rückte er in den Vorstand des Deutschen Turn- und Sportbundes auf, aus dem er 1990 ausgeschlossen wurde. 1973 wurde er zum Vizepräsidenten des Nationalen Olympischen Komitees der DDR ernannt. 1960, 1964 und 1972 wurde ihm der Vaterländische Verdienstorden, 1970 der Orden Banner der Arbeit, 1976 der Karl-Marx-Orden und 1980 der Große Stern der Völkerfreundschaft verliehen. 1987 verlieh ihm das IOC den Olympischen Orden. Seine Tochter ist die ehemalige Geräteturnerin Angelika Hellmann.